# Monkton Farleigh
Monkton Farleigh – wieś w Anglii, w hrabstwie Wiltshire. Leży 49 km na północny zachód od miasta Salisbury i 150 km na zachód od Londynu. W 2001 miejscowość liczyła 469 mieszkańców.